# Soví hrad
Soví hrad je přírodní památka v katastrálním území obce Šurice v okrese Lučenec v Banskobystrickém kraji. Území bylo vyhlášeno v roce 1958 a jeho rozloha je 2,81 hektaru. Předmětem ochrany je neovulkanický skalní útvar s archeologickou lokalitou.